# 拉欽齊
48°48′21″N 26°55′2″E / 48.80583°N 26.91722°E
拉欽齊（烏克蘭語：Рачинці）是位於烏克蘭西部赫梅利尼茨基州裏卡緬涅茨-波多利斯基區的杜納伊夫齊市鎮的村莊，面積2.2平方公里，海拔高度256米，2001年人口772，人口密度每平方公里350.8人。